# Aphelinus nox
Aphelinus nox är en stekelart som beskrevs av Girault 1913. Aphelinus nox ingår i släktet Aphelinus och familjen växtlussteklar. Inga underarter finns listade i Catalogue of Life.